# نسرین دوستی
نسرین دوستی (زاده ۲۸ آذر ۱۳۶۷ در تهران) یک کاراته‌کار ایرانی است. او در بازی‌های آسیایی ۲۰۱۴ موفق به کسب مدال برنز شد و آخرین مدال را برای کاروان ایران کسب کرد.